# Ачерешки
Ачерешки или Ачирешки (чечен. Ачаршка) — село в Курчалоевском районе Чеченской Республики. Входит в состав Регитинского сельского поселения.

## География
Село расположено на левом берегу реки Гумс, в 17 км к югу от районного центра — Курчалой и в 57 км к юго-востоку от города Грозный.
Ближайшие населённые пункты: на севере — село Хиди-Хутор, на северо-востоке — село Корен-Беной, на юго-востоке — село Эникали, на юго-западе — село Гуни, на западе — Марзой-Мохк и на северо-западе — Регита.  

## История
Точный год основания села неизвестен, предполагается что село было основано, примерно в 1810 году. 
В 1944 году после депортации чеченцев и ингушей, и упразднения Чечено-Ингушской АССР, селение Ачирешки было переименовано в Анцух и заселён аварцами, переселенными из Грузинской ССР. 
После восстановления Чечено-Ингушской АССР, в 1958 году населённому пункту было возвращено его название — Ачерешки. Аварцы были переселены обратно в Грузинскую ССР и расселены в Кварельском районе Грузии, в селе Тиви (Гургин-Росу).

## Население
| 1990 | 2002 | 2010 |
| ---- | ---- | ---- |
| 242  | ↗482 | ↘252 |